# سیارک ۷۸۹۱
سیارک ۷۸۹۱ (به انگلیسی: 7891 Fuchie، نامگذاری:1994VJ7) هفت هزار و هشتصد و نود و یکمین سیارک کشف شده‌است که در ۱۱ نوامبر ۱۹۹۴ کشف شد.
قدر مطلق سیارک برابر ۱۳٫۹۰ است.